# The Truth Is...
The Truth Is... es el nombre del cuarto álbum de la banda de rock canadiense Theory of a Deadman. Salió a la venta el 12 de julio de 2011.

## Información
El álbum cuenta con algunas de las canciones más reconocidas de la banda, como Lowlife, Bitch Came Back y Head Above Water. En Estados Unidos debutó en el puesto #8 en el Billboard 200 vendiendo 38,000 copias. En Canadá, debutó en el puesto #2 del Canadian Albums Chart vendiendo 8,500 copias.

## Lista de canciones
| N.º | Título                                                                                 | Duración |  |
| 1.  | «Lowlife» (Theory of a Deadman y Christine Connolly)                                   | 3:25     |  |
| 2.  | «Bitch Came Back» (Theory of a Deadman y Kara DioGuardi)                               | 3:39     |  |
| 3.  | «Hurricane» (Theory of a Deadman y Kara DioGuardi)                                     | 4:17     |  |
| 4.  | «Out Of My Head» (Tyler Connolly y Brett James)                                        | 3:57     |  |
| 5.  | «Gentleman» (Theory of a Deadman y Kara DioGuardi)                                     | 3:28     |  |
| 6.  | «Love Is Hell» (Theory of a Deadman, Nina Ossoff, Kathy Sommer y Dana Calitri)         | 3:31     |  |
| 7.  | «The Truth Is... (I Lied About Everything)» (Theory of a Deadman y Christine Connolly) | 3:27     |  |
| 8.  | «Head Above Water» (Tyler Connolly y Scott Stevens)                                    | 3:32     |  |
| 9.  | «Drag Me To Hell» (Theory of a Deadman)                                                | 3:54     |  |
| 10. | «What Was I Thinking» (Theory of a Deadman y Christine Connolly)                       | 3:50     |  |
| 11. | «Easy To Love You» (Theory of a Deadman)                                               | 4:19     |  |
| 12. | «We Were Men» (Theory of a Deadman)                                                    | 4:46     |  |

### Edición especial
| N.º | Título                                                          | Duración |  |
| 13. | «Careless» (Theory of a Deadman)                                | 3:36     |  |
| 14. | «Does It Really Matter» (Theory of a Deadman y Tyler Connolly)  | 3:40     |  |
| 15. | «Villain» (Theory of a Deadman)                                 | 3:04     |  |
| 16. | «Better Or Worse» (Theory of a Deadman)                         | 4:21     |  |
| 17. | «Out Of My Head (acústica)» (Theory of a Deadman y Brett James) | 3:53     |  |
| 18. | «Easy To Love You (acústica)» (Theory of a Deadman)             | 4:19     |  |

### Pistas adicionales
| N.º | Título                                                          | Duración |  |
| 19. | «Lowlife (acústica)» (Theory of a Deadman y Christine Connolly) | 3:21     |  |
| 20. | «Gentleman (acústica)» (Theory of a Deadman y Kara DioGuardi)   | 3:26     |  |

## Personal
- Tyler Connolly - Voz y guitarra
- Dave Brenner - Guitarra rítmica y voces de fondo
- Dean Back - Bajo y voces de fondo
- Joey Dandeneau - Batería y voces de fondo

- Datos: Q978862